# Стад Таєб Мхірі
Стадіон Таєба Мхірі (фр. Stade Taïeb Mhiri, араб. ملعب الطيب المهيري) — багатофункціональний стадіон в місті Сфакс, Туніс. Є домашньою ареною футбольного клубу «Сфаксьєн». Стадіон вміщує 14 000 глядачів.

## Історія
Відкритий 1938 року він є одним з найстаріших стадіонів Тунісу і був однією з арен Кубка африканських націй 1965 року, прийнявши один матч групового етапу. Згодом на цій арені пройшло шість матчів Кубку африканських націй 2004 року, а також шість матчів групового етапу молодіжного чемпіонату світу 1977 року.

## Ім'я
Початково отримав назву стадіон Анрі Кудрека, на честь французького політичного діяча, віце-президента муніципалітету Сфакс, але після проголошення незалежності Тунісу від Франції в 1956 році був перейменований на честь Таєба Мхірі, туніського політика та міністра внутрішніх справ Тунісу з 1956 року до своєї смерті в 1965 році.

## Матчі

### Кубок африканських націй
| 1 | 14 листопада 1965 | Кот-д'Івуар – Конго-Кіншаса | 3 – 0 | Група B     |  |  |  |
|   |                   |                             |       |             |  |  |  |
| 2 | 25 січня 2004     | Зімбабве – Єгипет           | 1 – 2 | Група C     |  |  |  |
| 3 | 27 січня 2004     | ПАР – Бенін                 | 2 – 0 | Група D     |  |  |  |
| 4 | 29 січня 2004     | Камерун – Зімбабве          | 5 – 3 | Група C     |  |  |  |
| 5 | 31 січня 2004     | Марокко – Бенін             | 4 – 0 | Група D     |  |  |  |
| 6 | 4 лютого 2004     | Нігерія – Бенін             | 2 – 1 | Група D     |  |  |  |
| 7 | 8 лютого 2004     | Марокко – Алжир             | 3 – 1 | Чвертьфінал |  |  |  |